# MaK G 1600 BB
A MaK G 1600 BB négytengelyes dízel-hidraulikus mozdonysorozat, a MaK V 90 P továbbfejlesztett változata, melyet a Maschinenbau Kiel (MaK) gyártott 1971 és 1976 között, összesen 19 példányban.

## Műszaki részletek
A Maschinenbau Kiel a Deutsche Bahnnak gyártott V 90 sorozatát az 1960-as évek közepétől kezdve V 90 P jelöléssel a magánvasutaknak is kínálta, azonban mivel a gyors járású MTU-motor lassabb, hajóépítésben használt MaK-motorra való lecserélésétől eltekintve nem szabták át azt jobban a magánvasutak igényeire, így az nem lett sikeres; mindössze öt példányt gyártottak belőle. A G 1600 BB a V 90 P-hez hasonló koncepció, azonban azt jóval nagyobb mértékben hozzáigazították a magánvasutak követelményeihez, így például a külső méretei is eltérőek és 24 voltos elektromos rendszert kapott.
A típusba a MaK 8M282AK típusú soros nyolchengeres motorját szerelték. amely 1178 kW (1600 PS) teljesítményt ad le 1000 min⁻¹ fordulatszámon. A mozdony legnagyobb megengedett sebessége a hajtómű beállításától függően 44–80 km/h (27–50 mph) között van. A 44 km/h maximális sebességű példányokban nincs vonali sebességfokozat. A mozdony üzemi tömege a ballasztolástól függően 80 és 104 tonna között van.

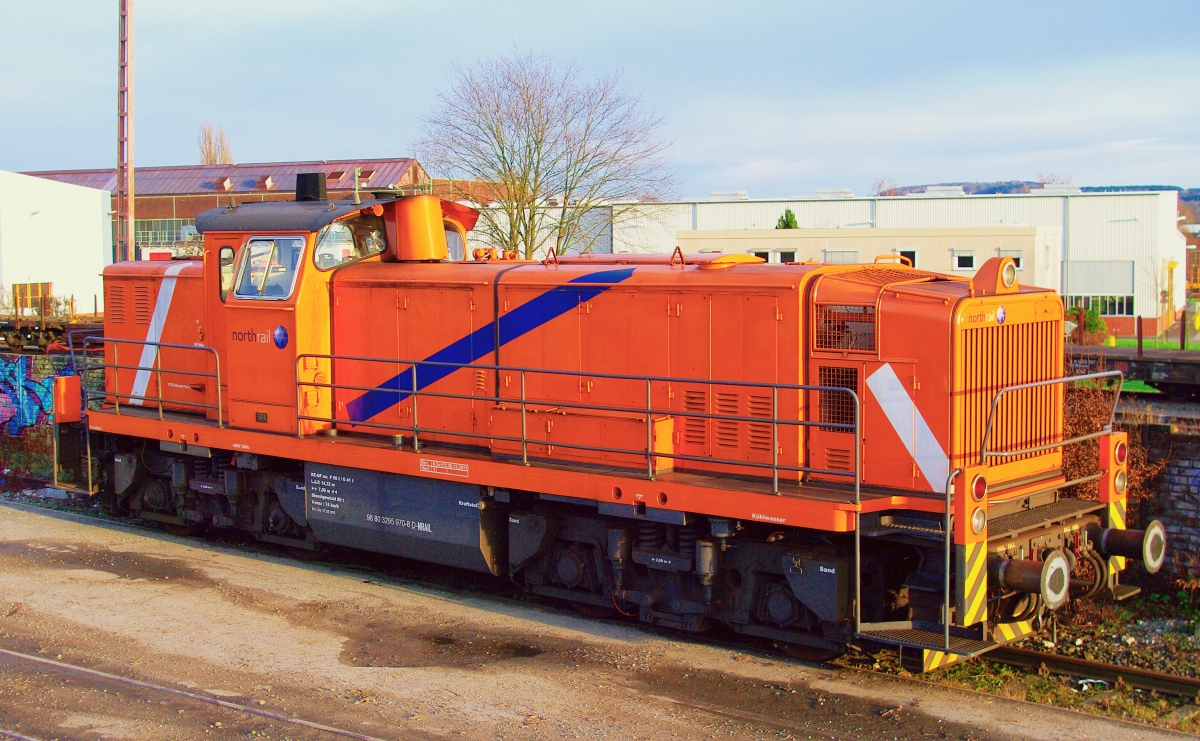
Egy a BBI-nek gyártott speciális G 1600 BB

1971-ben és 1972-ben a Bayerische Braunkohlen-Industrie (BBI) számára három G 1600 BB-mozdonyt a G 1100 BB hajtástechnológiájával (hathengeres, 1100 lóerős motor) építettek, melyeket a vállalat a külszíni bányáinak szénvonatainak vontatására használtak. A sűrített levegős tartályokat a vezetőfülke alatt helyezték el, az ezzel nyert helyet egy kazán beépítésére használtak fel, melyet azóta mindhárom példányból eltávolítottak.

## Üzemeltetők
A típusból kizárólag a Dortmunder Eisenbahn (DE) és a Wanne-Herner Eisenbahn und Hafen rendelt nagyobb példányszámban; előbbi hat, míg utóbbi három gépet gyártatott a Maschinenbau Kiellel. Az Osthannoversche Eisenbahnen (OHE) kettő példányt rendelt közvetlenül a gyártótól, azonban alkalmanként nagyobb, akár öt gépből álló állománnyal is rendelkezett, melyek közül kettő a BBI-nek gyártott speciális kivitel volt. A WLE, az OHE és a WHE egységei közül többet remotorizáltak, ezek az OHE kivételével még mindig szolgálatban vannak ezeknél a vasutaknál.
A G 1600 BB-mozdonyok a 2020-as években is használatban vannak különböző németországi és olaszországi magánvasutaknál, elsősorban nehéz teherszállítás ellátására. A típus fő működési területe Észak-Németország és a Ruhr-vidék.
| MaK G 1600 BB-mozdonyok listája |             |                 |                         |                           | |
| Gyártási szám                   | Gyártás éve | Első üzemeltető | Legutóbbi üzemeltető    | UIC-pályaszám             | Megjegyzés |
| 1000513                         | 1971        | FVE V 161       | Gefer DD FMT RM 2772 L  | 99 83 9484 010-7 I-GEFER  | a 2010-es években az IPE Locomotori S.r.l. korszerűsítette |
| 1000514                         | 1971        | FVE V 162       | Gefer D D FMT RM 2771 G | 99 83 948 4 009-9 I-GEFER | |
| 1000515                         | 1971        | BBI M 18        | Kraftwerk Zolling Lok 4 |                           | 1100 lóerős speciális kivitel |
| 1000516                         | 1971        | BBI M 19        | ENEON                   | 98 80 3291 972-8 D-ABEG   | 1100 lóerős speciális kivitel |
| 1000517                         | 1971        | VPS 1601        | HVLE 295 950            | 98 80 3295 950-0 D-HVLE   | remotorizálták (MTU 12V 4000 R 41, 1500 kW) |
| 1000492                         | 1972        | BBI M 20        | Bahnbau Nord            | 98 80 3295 970 D-BBN      | 1100 lóerős speciális kivitel |
| 1000518                         | 1972        | OHE 160074      | HVLE 295 951            | 98 80 3295 951-8 D-HVLE   | remotorizálták (MTU 12V 4000 R 41, 1500 kW) |
| 1000596                         | 1974        | WLE VL 0661     | RVM 61                  | 98 80 3295 953-4 D-RVM    | remotorizálták (Caterpillar, 1200 kW) |
| 1000597                         | 1974        | OHE 160075      | HVLE 295 952            | 98 80 3295 952-6 D-HVLE   | remotorizálták (MTU 12V 4000 R 41, 1500 kW) |
| 1000598                         | 1974        | WLE VL 0662     | WLE 62                  | 98 80 3295 954-2 D-WLE    | remotorizálták (Caterpillar, 1200 kW) |
| 1000599                         | 1976        | DE 22           | DE 22                   | 98 80 3295 955-9 D-DE     | 2016. október 9-én letétbe helyezték, azóta alkatrészbánya |
| 1000600                         | 1976        | DE D 23         | DE 23                   | 98 80 3295 956-7 D-DE     | A 2010-es években kivonták a szolgálatból, 2015-ben selejtezték |
| 1000601                         | 1976        | DE D 24         | DE 24                   | 98 80 3295 957-5 D-DE     | 2019. július 23-án ütközött a Dortmunder Eisenbahn DE 804 pályaszámú O&K MBB 1200 N-jével, a típus utolsó fennmaradt hagyományos kivitelű példányával. Az MBB 1200 N-t megjavították, a G 1600 BB-t 2021-ben selejtezték |
| 1000602                         | 1976        | DE 26           | TrainLog 26             | 98 80 3295 958-3 D-TLVG   | |
| 1000774                         | 1976        | DE 27           | TrainLog 27             | 98 80 3295 960-9 D-TLVG   | |
| 1000775                         | 1976        | DE 28           | DE 28                   | 98 80 3295 961-7 D-DE     | |
| 1000776                         | 1976        | WHE 22          | WHE 22                  | 98 80 3291 962-9 D-WHE    | |
| 1000777                         | 1976        | WHE 23          | WHE 23                  | 98 80 3291 963-7 D-WHE    | |
| 1000778                         | 1976        | WHE 24          | WHE 24                  | 98 80 3291 964-5 D-WHE    | remotorizálták (MTU 12V 4000 R 41, 1500 kW) |

## Fordítás
- Ez a szócikk részben vagy egészben  a   MaK G 1600 BB című német Wikipédia-szócikk ezen változatának fordításán alapul.  Az eredeti cikk szerkesztőit annak laptörténete sorolja fel. Ez a jelzés csupán a megfogalmazás eredetét és a szerzői jogokat jelzi, nem szolgál a cikkben szereplő információk forrásmegjelöléseként.